# Сутункін Брод
Суту́нкін Брод (рос. Сутункин Брод) — присілок у складі Кемеровського округу Кемеровської області, Росія.

## Населення
Населення — 2 особи (2010; 2 у 2002).
Національний склад (станом на 2002 рік):
- росіяни — 100 %